# Vichy
Vichy là một thành phố nằm ở tỉnh Allier, thuộc vùng hành chính Auvergne-Rhône-Alpes của nước Pháp. Nó là một thị trấn nghỉ mát và spa nổi tiếng trong Chiến tranh thế giới lần thứ hai, đồng thời là trụ sở của Chính phủ Vichy Pháp từ năm 1940 đến 1944. Năm 2021, nó đã trở thành một phần của Di sản thế giới Các thị trấn Spa lớn của châu Âu được UNESCO công nhận.

## Tên
Tên của nó là dạng tiếng Pháp của tiếng Occitan chỉ thị trấn,Vichèi. Nhà ngôn ngữ học Albert Dauzat cho rằng, nó có nguồn gốc từ tiếng Latinh của từ Vippiacus và có lẽ là nó có tên là Vippius trong thời kỳ hoàng đế La Mã Diocletian tổ chức lại hành chính và khảo sát đất đai vào cuối thế kỷ thứ 3 sau Công nguyên.

## Địa lý
Vichy nằm trên bờ sông Allier, thượng nguồn của nó là từ Khối núi Trung tâm, chỉ cách vài dặm về phía nam, gần với thủ phủ của vùng là Clermont-Ferrand.
Sự tồn tại lịch sử của hoạt động núi lửa ở khối núi Trung tâm khiến các vụ phun trào núi lửa trong khu vực diễn ra ít nhất trong 150.000 năm, nhưng nó đã không còn hoạt động trong ít nhất hơn 112 năm qua. Đó có thể là nguyên nhân khiến hình thành nhiều suối nước nóng trong khu vực này.

## Khí hậu
Thành phố này có khí hậu đại dương. Lượng mưa trong khu vực này vừa phải, vào khoảng 779,5 mm (30,7 in) hàng năm. Không giống như khối núi Trung tâm gần đó có tuyết rơi dày thì Vichy có khí hậu lục địa hơn do độ cao chỉ khoảng 249 mét so với mực nước biển.
| Dữ liệu khí hậu của Vichy (1981–2010)     | Dữ liệu khí hậu của Vichy (1981–2010) | Dữ liệu khí hậu của Vichy (1981–2010) | Dữ liệu khí hậu của Vichy (1981–2010) | Dữ liệu khí hậu của Vichy (1981–2010) | Dữ liệu khí hậu của Vichy (1981–2010) | Dữ liệu khí hậu của Vichy (1981–2010) | Dữ liệu khí hậu của Vichy (1981–2010) | Dữ liệu khí hậu của Vichy (1981–2010) | Dữ liệu khí hậu của Vichy (1981–2010) | Dữ liệu khí hậu của Vichy (1981–2010) | Dữ liệu khí hậu của Vichy (1981–2010) | Dữ liệu khí hậu của Vichy (1981–2010) | Dữ liệu khí hậu của Vichy (1981–2010) |
| Tháng                                     | 1                                     | 2                                     | 3                                     | 4                                     | 5                                     | 6                                     | 7                                     | 8                                     | 9                                     | 10                                    | 11                                    | 12                                    | Năm                                   |
| ----------------------------------------- | ------------------------------------- | ------------------------------------- | ------------------------------------- | ------------------------------------- | ------------------------------------- | ------------------------------------- | ------------------------------------- | ------------------------------------- | ------------------------------------- | ------------------------------------- | ------------------------------------- | ------------------------------------- | ------------------------------------- |
| Cao kỉ lục °C (°F)                        | 19.2 (66.6)                           | 25.7 (78.3)                           | 26.3 (79.3)                           | 30.8 (87.4)                           | 33.0 (91.4)                           | 39.2 (102.6)                          | 41.2 (106.2)                          | 40.6 (105.1)                          | 36.4 (97.5)                           | 30.6 (87.1)                           | 26.2 (79.2)                           | 21.7 (71.1)                           | 41.2 (106.2)                          |
| Trung bình ngày tối đa °C (°F)            | 7.4 (45.3)                            | 9.0 (48.2)                            | 13.0 (55.4)                           | 15.8 (60.4)                           | 20.0 (68.0)                           | 23.5 (74.3)                           | 26.4 (79.5)                           | 26.1 (79.0)                           | 22.2 (72.0)                           | 17.6 (63.7)                           | 11.2 (52.2)                           | 7.8 (46.0)                            | 16.7 (62.1)                           |
| Tối thiểu trung bình ngày °C (°F)         | −0.4 (31.3)                           | −0.2 (31.6)                           | 1.9 (35.4)                            | 3.9 (39.0)                            | 8.1 (46.6)                            | 11.2 (52.2)                           | 13.3 (55.9)                           | 12.9 (55.2)                           | 9.8 (49.6)                            | 7.3 (45.1)                            | 2.8 (37.0)                            | 0.4 (32.7)                            | 6.0 (42.8)                            |
| Thấp kỉ lục °C (°F)                       | −26.9 (−16.4)                         | −24.0 (−11.2)                         | −13.3 (8.1)                           | −7.3 (18.9)                           | −4.2 (24.4)                           | −0.2 (31.6)                           | 3.7 (38.7)                            | 1.7 (35.1)                            | −2.0 (28.4)                           | −9.0 (15.8)                           | −11.3 (11.7)                          | −18.5 (−1.3)                          | −26.9 (−16.4)                         |
| Lượng Giáng thủy trung bình mm (inches)   | 46.8 (1.84)                           | 39.8 (1.57)                           | 44.2 (1.74)                           | 69.3 (2.73)                           | 98.2 (3.87)                           | 78.2 (3.08)                           | 71.6 (2.82)                           | 74.2 (2.92)                           | 75.4 (2.97)                           | 68.0 (2.68)                           | 63.3 (2.49)                           | 50.5 (1.99)                           | 779.5 (30.69)                         |
| Số ngày giáng thủy trung bình             | 10.0                                  | 8.9                                   | 9.0                                   | 10.8                                  | 12.2                                  | 9.5                                   | 8.1                                   | 8.8                                   | 8.7                                   | 10.4                                  | 10.3                                  | 10.0                                  | 116.7                                 |
| Độ ẩm tương đối trung bình (%)            | 84                                    | 80                                    | 75                                    | 74                                    | 77                                    | 76                                    | 73                                    | 75                                    | 78                                    | 83                                    | 84                                    | 85                                    | 78.7                                  |
| Số giờ nắng trung bình tháng              | 78.1                                  | 94.8                                  | 153.7                                 | 175.4                                 | 203.4                                 | 225.0                                 | 248.9                                 | 238.3                                 | 183.5                                 | 128.1                                 | 76.7                                  | 55.9                                  | 1.861,7                               |
| Nguồn 1: Météo France                     |                                       |                                       |                                       |                                       |                                       |                                       |                                       |                                       |                                       |                                       |                                       |                                       |                                       |
| Nguồn 2: Infoclimat.fr (độ ẩm, 1961–1990) |                                       |                                       |                                       |                                       |                                       |                                       |                                       |                                       |                                       |                                       |                                       |                                       |                                       |

## Nhân khẩu học
| 1954   | 1962   | 1968   | 1975   | 1982   | 1990   | 1999   |
| ------ | ------ | ------ | ------ | ------ | ------ | ------ |
| 30,403 | 30,614 | 33,506 | 32,117 | 30,527 | 27,714 | 26,528 |

## Các thành phố kết nghĩa
- Dunfermline, Vương quốc Anh
- Logroño, Tây Ban Nha
- Klausenburg, România

## Những người con của thành phố
- Valéry Larbaud, nhà văn và nhà phê bình văn học
- Guy Ligier, vận động viên đua xe
- Just Jaeckin, đạo diễn phim và nhiếp ảnh gia